# 김준 (조선)
김준(金浚, 1582년~1627년)은 언양 김씨로 자는 징언(澄彦), 시호는 장무(壯武)이다. 1582년(선조15년) 고부군(古阜郡) 금정리에서 태어났다.
안주목사로 부임하여 1627년 정묘호란에 아민의 후금군이 침입해오자 싸우다가 남이흥과 1월 21일 사망하였다. 이때 김준의 일가족이 함께 사망하였다.
인조는 한집안에서 삼강을 갖추었다고하여 예장을 내렸다. 1632년(인조10년) 정충사(旋忠祠)에 향사, 1657년(효종9년) 정충사의 사액이 내렸고 안주의 충민사에 향사 하였다. 그 후 부조전이 내렸다.